# Юнацький чемпіонат Франції з футболу
Юнацький чемпіонат Франції з футболу (фр. Championnat national U19 et U17) — юнацький чемпіонат Франції, який проводиться під егідою Французької футбольної федерації, що проводиться з 1990 року. 

## Історія
Турнір для юнацьких футбольних команд Франції був заснований у 1990 році та тоді в ньому брали участь команди до 17 років. Першим чемпіоном став «Нант», який у фіналі обіграв «Осер» (2:1).
З 2002 по 2008 рік у турнірі брали участь юнаки до 18 років, після чого турнір було розділено на два — до 17 та до 19 років.
З 2015 року переможець чемпіонату U-19 отримує путівку до Юнацької ліги УЄФА.

## Формат проведення
Чемпіонат складається з чотирьох груп по 14 команд. Сезон чемпіонату починається наприкінці літа і закінчується наступною весною. Наприкінці сезону переможці з кожної групи змагаються у мінітурнірі за звання чемпіона — два переможці півфіналів змагаються у фіналі за звання чемпіона Франції.

## Переможці
| Сезон                 | Переможець      | Фіналіст            | Рахунок        |
| --------------------- | --------------- | ------------------- | -------------- |
| Чемпіонат Франції U17 |                 |                     |                |
| 1990-1991             | Нант            | Осер                | 2-1            |
| 1991-1992             | Страсбур        | Тулуза              | 0-0 (5-4 пен.) |
| 1992-1993             | Олімпік (Ліон)  | Нансі               | 4-1            |
| 1993-1994             | Осер            | Мец                 | 0-0 (4-3 пен.) |
| 1994-1995             | Канн            | Академія Клерфонтен | 3-2            |
| 1995-1996             | Канн            | Мец                 | 1-1 (5-4 пен.) |
| 1996-1997             | Сент-Етьєн      | Ліон                | 0-0 (4-2 пен.) |
| 1997-1998             | Бордо           | Сошо                | 4-2            |
| 1998-1999             | Бордо           | Олімпік (Ліон)      | 3-0            |
| 1999-2000             | Олімпік (Ліон)  | Кан                 | 2-0            |
| 2000-2001             | Мец             | Бордо               | 2-1            |
| 2001-2002             | Ренн            | Ніцца               | 2-1            |
| Чемпіонат Франції U18 |                 |                     |                |
| 2002-2003             | Сошо            | Олімпік (Ліон)      | 3-0            |
| 2003-2004             | Ніцца           | Олімпік (Ліон)      | 0-0 (4-3 пен.) |
| 2004-2005             | Олімпік (Ліон)  | Нант                | 4-1            |
| 2005-2006             | Парі Сен-Жермен | Монако              | 2-0            |
| 2006-2007             | Ренн            | Сент-Етьєн          | 2-0            |
| 2007-2008             | Генгам          | Гавр                | 0-0 (4-3 пен.) |
| 2008-2009             | Ланс            | Бордо               | 1-0            |
| Чемпіонат Франції U19 |                 |                     |                |
| 2009-2010             | Парі Сен-Жермен | Монако              | 0-0 (4-2 пен.) |
| 2010-2011             | Парі Сен-Жермен | Гренобль            | 2-0            |
| 2011-2012             | Осер            | Парі Сен-Жермен     | 3-2            |
| 2012-2013             | Монако          | Нант                | 2-2 (9-8 пен.) |
| 2013-2014             | Тур             | Евіан               | 1-1 (3-1 пен.) |
| 2014-2015             | Реймс           | Нант                | 4-1            |
| 2015-2016             | Парі Сен-Жермен | Олімпік (Ліон)      | 2-1            |
| 2016-2017             | Бордо           | Гавр                | 2-0            |
| 2017-2018             | Монпельє        | Кан                 | 1-0            |

## Чемпіонат U-17
З сезону 2009/10 чемпіонат U-18 був розділений на два: U-19 і U-17.
| Сезон     | Переможець      | Фіналіст          | Рахунок        |
| --------- | --------------- | ----------------- | -------------- |
| 2009-2010 | Сошо            | Парі Сен-Жермен   | 4-4 (4-2 пен.) |
| 2010-2011 | Парі Сен-Жермен | Олімпік (Марсель) | 2-1            |
| 2011-2012 | Ланс            | Олімпік (Ліон)    | 4-3            |
| 2012-2013 | Сент-Етьєн      | Генгам            | 3-0            |
| 2013-2014 | Олімпік (Ліон)  | Парі Сен-Жермен   | 3-1            |
| 2014-2015 | Лор'ян          | Парі Сен-Жермен   | 2-1            |
| 2015-2016 | Парі Сен-Жермен | Сент-Етьєн        | 4-2            |
| 2016-2017 | Парі Сен-Жермен | Монако            | 3-0            |
| 2017-2018 | Ренн            | Тулуза            | 2-0            |